# 托特圣马尔通
托特圣马尔通（匈牙利語：Tótszentmárton）是匈牙利佐洛州所辖的一个村，总面积10.17平方公里，总人口856，人口密度84.2人/平方公里（2010年1月1日）。